# Tepuítrast
Tepuítrast (Turdus murinus) är en fågelart i familjen trastar inom ordningen tättingar.

## Utseende och läte
Tepuítrasten är en färglös trast. Fjäderdräkten är gråbrun med ljust vitaktig buk. Vidare har den ljus strupe med otydlig streckning. Könen är lika. Arten liknar campinatrasten, men har brunare kropp och svagare mönster på strupen samt återfinns i andra miljöer. Sången är typisk för trastar, en serie melodiska fraser.

## Utbredning och systematik
Fågeln förekommer i förberg i södra Venezuela och Guyana. Den behandlades tidigare som underart till svartnäbbad trast (Turdus ignobilis) och vissa gör det fortfarande. Efter studier som visar på betydande genetiska skillnader urskiljs den dock allt oftare som en egen art.

## Status
Internationella naturvårdsunionen IUCN erkänner den ännu inte som art, varför dess hotstatus inte bedömts.